# Костерлиц, Джон
Джон Майкл Костерлиц (англ. John Michael Kosterlitz, род. 22 июня 1943) — британский и американский физик, профессор физики в университете Брауна. Лауреат Нобелевской премии по физике (2016).

## Биография
Родился в Абердине в семье беженцев из нацистской Германии. Его отец — крупный биохимик и физиолог Ханс Вальтер Костерлиц (1903—1996), лауреат премии Ласкера за открытие эндогенных опиоидных пептидов, покинул Берлин в 1934 году, когда в результате антисемитской расовой политики был уволен из клиники Шарите. В 1937 году уже в Шотландии он женился на Ханне Грессхёнер (1905—2000), сестре немецко-советской журналистки Марии Остен, которая с 1932 года была замужем за журналистом М. Е. Кольцовым. Племянник режиссёра Генри Костера.
Майкл Костерлиц получил степени бакалавра и магистра искусств в Кембриджском университете, а в 1969 году — степень доктора философии в Оксфордском университете. После нескольких постдокторских позиций, включая работу с Дэйвидом Таулессом в Бирмингемском университете и пребывание в Корнеллском университете, в 1974 году стал постоянным сотрудником Бирмингемского университета. С 1982 года является профессором физики в университете Брауна.

## Научная деятельность
Костерлиц является автором работ по физике конденсированного состояния и статистической механике, в частности исследований фазовых переходов и критической динамики. В начале 1970-х годов совместно с Дэйвидом Таулессом он разработал теорию фазовых переходов в двумерных системах, согласно которой в таких системах при низких температурах существуют своеобразные топологические возмущения — так называемые вихри. Фазовый переход, связанный с разрушением таких вихрей, известен как переход Березинского — Костерлица — Таулеса. К концу 1970-х годов существование такого перехода было экспериментально подтверждено в сверхтекучем гелии; аналогичные процессы могут наблюдаться в тонких плёнках сверхпроводящих и магнитных материалов.

## Награды и членства
- Медаль Максвелла (1981)
- Член Американского физического общества (1993)
- Премия Онсагера (2000)
- Нобелевская премия по физике (2016)
- Член Национальной академии наук США (2017)[5]

## Избранные публикации
- Kosterlitz J.M., Thouless D.J. Long range order and metastability in two dimensional solids and superfluids (Application of dislocation theory) // Journal of Physics C: Solid State Physics. — 1972. — Vol. 5. — P. L124-L126. — doi:10.1088/0022-3719/5/11/002.
- Kosterlitz J.M., Thouless D.J. Ordering, metastability and phase transitions in two-dimensional systems // Journal of Physics C: Solid State Physics. — 1973. — Vol. 6. — P. 1181—1203. — doi:10.1088/0022-3719/6/7/010.
- Kosterlitz J.M. The critical properties of the two-dimensional xy model // Journal of Physics C: Solid State Physics. — 1974. — Vol. 7. — P. 1046-1060. — doi:10.1088/0022-3719/7/6/005.
- Kosterlitz J.M., Thouless D.J., Jones R.C. Spherical model of a spin-glass // Physical Review Letters. — 1976. — Vol. 36. — P. 1217-1220. — doi:10.1103/PhysRevLett.36.1217.
- Nelson D.R., Kosterlitz J.M. Universal jump in the superfluid density of two-dimensional superfluids // Physical Review Letters. — 1977. — Vol. 39. — P. 1201-1205. — doi:10.1103/PhysRevLett.39.1201.
- Kosterlitz J.M., Thouless D.J. Two-dimensional physics // Progress in Low Temperature Physics. — 1978. — Vol. 7. — P. 371-433. — doi:10.1016/S0079-6417(08)60175-4.
- Kim J.M., Kosterlitz J.M. Growth in a restricted solid-on-solid model // Physical Review Letters. — 1989. — Vol. 62. — P. 2289-2292. — doi:10.1103/PhysRevLett.62.2289.
- Lee J., Kosterlitz J.M. New numerical method to study phase transitions // Physical Review Letters. — 1990. — Vol. 65. — P. 137-140. — doi:10.1103/PhysRevLett.65.137.
- Lee J., Kosterlitz J.M. Finite-size scaling and Monte Carlo simulations of first-order phase transitions // Physical Review B. — 1991. — Vol. 43. — P. 3265-3277. — doi:10.1103/PhysRevB.43.3265.
- Kosterlitz J.M. Kosterlitz-Thouless physics: A review of key issues // Reports on Progress in Physics. — 2016. — Vol. 79. — P. 026001. — doi:10.1088/0034-4885/79/2/026001.
- Kosterlitz J.M. Nobel lecture: Topological defects and phase transitions // Reviews of Modern Physics. — 2017. — Vol. 89. — P. 040501. — doi:10.1103/RevModPhys.89.040501.